# Solura-Lebern
Solura-Lebern (niem. Solothurn-Lebern) – jednostka administracyjna (Amtei) w Szwajcarii, w kantonie Solura.  
Amtei składa się z dwóch okręgów (Bezirk) oraz 16 gmin (Gemeinde) o powierzchni 123,45 km² i o liczbie mieszkańców 63 724. 

## Podział administracyjny
Okręgi i gminy w Amtei Solura-Lebern:
1. Okręg Lebern: Balm bei Günsberg, Bellach, Bettlach, Feldbrunnen-St. Niklaus, Flumenthal, Grenchen, Günsberg, Hubersdorf, Kammersrohr, Langendorf, Lommiswil, Oberdorf, Riedholz, Rüttenen i Selzach
2. Okręg Solura: Solura